# Critérium du Dauphiné 2016
La 68e édition du Critérium du Dauphiné a lieu du 5 au 12 juin 2016. C'est la seizième épreuve de l'UCI World Tour 2016.

## Présentation

### Équipes
22 équipes participent à ce Critérium du Dauphiné - les 18 WorldTeams et 4 équipes continentales professionnelles invitées :
| WorldTeams (18)- AG2R La Mondiale - Astana - BMC Racing Team - Cannondale - Dimension Data - Etixx-Quick Step - FDJ - Giant-Alpecin - IAM Cycling - Katusha - Lampre-Merida - Lotto-Soudal - Lotto NL-Jumbo - Movistar Team - Orica-GreenEDGE - Sky - Tinkoff - Trek-Segafredo Équipes continentales professionnelles (4)- Bora-Argon 18 - Cofidis, Solutions Crédits - Direct Énergie - Wanty-Groupe Gobert |
| |

## Déroulement de la course
Le prologue inaugural entre Les Gets et Les Gets est remporté par Alberto Contador (Tinkoff) qui devance Richie Porte (BMC) de 6 secondes et Chris Froome (Sky) de 13 secondes, Romain Bardet (AG2R La Mondiale) termine à 22 secondes et Thibaut Pinot (FDJ) à 52 secondes. Le grand perdant du jour est Fabio Aru (Astana) qui termine 36e à 1 minute et 8 secondes
La première étape promise aux sprinteurs est remportée par Nacer Bouhanni (Cofidis) devant Jens Debusschere (Lotto-Soudal) et Sam Bennett (Bora-Argon18). Pas de changement au classement général.
La deuxième étape est remportée par Jésus Herrada (Movistar) qui est revenu dans les derniers mètres sur un groupe de 5 coureurs composé notamment de Tony Gallopin (Lotto-Soudal) qui termine 2e. Romain Bardet (AG2R La Mondiale) perd 45 secondes par rapport au principaux favoris à cause d'un accrochage avec un équipier à 700m de l'arrivée. Fabio Aru (Astana) quant à lui perd encore 21 secondes sur les favoris.
La 3e étape est remportée par Fabio Aru (Astana) qui a attaqué dans la descente du dernier col. Il termine 2 secondes avant le peloton suivi au sprint par Alexander Kristoff (Katusha) 
Alberto Contador reste en jaune.

## Étapes
Le parcours est dévoilé le 31 mars 2016.
| Étape     | Date    | Villes étapes                              | type                      | Distance (km) | Vainqueur d'étape    | Leader du classement général |
| --------- | ------- | ------------------------------------------ | ------------------------- | ------------- | -------------------- | ---------------------------- |
| Prologue  | 5 juin  | Les Gets – Les Gets                        | prologue                  | 3,9           | Alberto Contador     | Alberto Contador             |
| 1re étape | 6 juin  | Cluses – Saint-Vulbas                      | étape vallonnée           | 186           | Nacer Bouhanni       | Alberto Contador             |
| 2e étape  | 7 juin  | Crêches-sur-Saône – Chalmazel-Jeansagnière | étape de moyenne montagne | 167,5         | Jesús Herrada        | Alberto Contador             |
| 3e étape  | 8 juin  | Boën-sur-Lignon – Tournon-sur-Rhône        | étape vallonnée           | 182           | Fabio Aru            | Alberto Contador             |
| 4e étape  | 9 juin  | Tain-l'Hermitage – Belley                  | étape de moyenne montagne | 176           | Edvald Boasson Hagen | Alberto Contador             |
| 5e étape  | 10 juin | La Ravoire – Vaujany                       | étape de montagne         | 140           | Christopher Froome   | Christopher Froome           |
| 6e étape  | 11 juin | La Rochette – Méribel                      | étape de montagne         | 141           | Thibaut Pinot        | Christopher Froome           |
| 7e étape  | 12 juin | Le Pont-de-Claix – SuperDévoluy            | étape de montagne         | 151           | Steve Cummings       | Christopher Froome           |

## Classement Étapes

### Prologue
| \| Classement de l'étape \| Classement de l'étape \| Classement de l'étape \| Classement de l'étape \| Classement de l'étape \| \| Coureur \| Coureur \| Pays \| Équipe \| Temps \| \| --------------------- \| --------------------- \| --------------------- \| --------------------- \| --------------------- \| \| 1er \| Alberto Contador \| Espagne \| Tinkoff \| 11 min 36 s \| \| 2e \| Richie Porte \| Australie \| BMC Racing Team \| + 6 s \| \| 3e \| Christopher Froome \| Royaume-Uni \| Team Sky \| + 13 s \| \| 4e \| Dan Martin \| Irlande \| Etixx-Quick Step \| + 21 s \| \| 5e \| Julian Alaphilippe \| France \| Etixx-Quick Step \| + 24 s \| \| 6e \| Wout Poels \| Pays-Bas \| Team Sky \| + 25 s \| \| 7e \| Romain Bardet \| France \| AG2R La Mondiale \| + 29 s \| \| 8e \| Adam Yates \| Royaume-Uni \| Orica-GreenEDGE \| + 31 s \| \| 9e \| Diego Rosa \| Italie \| Astana \| + 37 s \| \| 10e \| Jesús Herrada \| Espagne \| Movistar Team \| + 39 s \| |                    |             |                  |             |
| |                    |             |                  |             |
| Source : ProCyclingStats |                    |             |                  |             |
| Classement de l'étape |                    |             |                  |             |
| Coureur | Coureur            | Pays        | Équipe           | Temps       |
| 1er | Alberto Contador   | Espagne     | Tinkoff          | 11 min 36 s |
| 2e | Richie Porte       | Australie   | BMC Racing Team  | + 6 s       |
| 3e | Christopher Froome | Royaume-Uni | Team Sky         | + 13 s      |
| 4e | Dan Martin         | Irlande     | Etixx-Quick Step | + 21 s      |
| 5e | Julian Alaphilippe | France      | Etixx-Quick Step | + 24 s      |
| 6e | Wout Poels         | Pays-Bas    | Team Sky         | + 25 s      |
| 7e | Romain Bardet      | France      | AG2R La Mondiale | + 29 s      |
| 8e | Adam Yates         | Royaume-Uni | Orica-GreenEDGE  | + 31 s      |
| 9e | Diego Rosa         | Italie      | Astana           | + 37 s      |
| 10e | Jesús Herrada      | Espagne     | Movistar Team    | + 39 s      |

| \| Classement général \| Classement général \| Classement général \| Classement général \| Classement général \| \| Coureur \| Coureur \| Pays \| Équipe \| Temps \| \| ------------------ \| ------------------ \| ------------------ \| ------------------ \| ------------------ \| \| 1er \| Alberto Contador \| Espagne \| Tinkoff \| 11 min 36 s \| \| 2e \| Richie Porte \| Australie \| BMC Racing Team \| + 6 s \| \| 3e \| Christopher Froome \| Royaume-Uni \| Team Sky \| + 13 s \| \| 4e \| Dan Martin \| Irlande \| Etixx-Quick Step \| + 21 s \| \| 5e \| Julian Alaphilippe \| France \| Etixx-Quick Step \| + 24 s \| \| 6e \| Wout Poels \| Pays-Bas \| Team Sky \| + 25 s \| \| 7e \| Romain Bardet \| France \| AG2R La Mondiale \| + 29 s \| \| 8e \| Adam Yates \| Royaume-Uni \| Orica-GreenEDGE \| + 31 s \| \| 9e \| Diego Rosa \| Italie \| Astana \| + 37 s \| \| 10e \| Jesús Herrada \| Espagne \| Movistar Team \| + 39 s \| |                    |             |                  |             |
| |                    |             |                  |             |
| Source : ProCyclingStats |                    |             |                  |             |
| Classement général |                    |             |                  |             |
| Coureur | Coureur            | Pays        | Équipe           | Temps       |
| 1er | Alberto Contador   | Espagne     | Tinkoff          | 11 min 36 s |
| 2e | Richie Porte       | Australie   | BMC Racing Team  | + 6 s       |
| 3e | Christopher Froome | Royaume-Uni | Team Sky         | + 13 s      |
| 4e | Dan Martin         | Irlande     | Etixx-Quick Step | + 21 s      |
| 5e | Julian Alaphilippe | France      | Etixx-Quick Step | + 24 s      |
| 6e | Wout Poels         | Pays-Bas    | Team Sky         | + 25 s      |
| 7e | Romain Bardet      | France      | AG2R La Mondiale | + 29 s      |
| 8e | Adam Yates         | Royaume-Uni | Orica-GreenEDGE  | + 31 s      |
| 9e | Diego Rosa         | Italie      | Astana           | + 37 s      |
| 10e | Jesús Herrada      | Espagne     | Movistar Team    | + 39 s      |

### 1reétape
| \| Classement de l'étape \| Classement de l'étape \| Classement de l'étape \| Classement de l'étape \| Classement de l'étape \| \| Coureur \| Coureur \| Pays \| Équipe \| Temps \| \| --------------------- \| --------------------- \| --------------------- \| -------------------------- \| --------------------- \| \| 1er \| Nacer Bouhanni \| France \| Cofidis, Solutions Crédits \| 4 h 27 min 53 s \| \| 2e \| Jens Debusschere \| Belgique \| Lotto-Soudal \| + 0 s \| \| 3e \| Sam Bennett \| Irlande \| Bora-Argon 18 \| + 0 s \| \| 4e \| Edvald Boasson Hagen \| Norvège \| Dimension Data \| + 0 s \| \| 5e \| Jonas Van Genechten \| Belgique \| IAM Cycling \| + 0 s \| \| 6e \| Moreno Hofland \| Pays-Bas \| LottoNL-Jumbo \| + 0 s \| \| 7e \| Tony Hurel \| France \| Direct Énergie \| + 0 s \| \| 8e \| Sondre Holst Enger \| Norvège \| IAM Cycling \| + 0 s \| \| 9e \| Daryl Impey \| Afrique du Sud \| Orica-GreenEDGE \| + 0 s \| \| 10e \| Edward Theuns \| Belgique \| Trek-Segafredo \| + 0 s \| |                      |                |                            |                 |
| |                      |                |                            |                 |
| Source : ProCyclingStats |                      |                |                            |                 |
| Classement de l'étape |                      |                |                            |                 |
| Coureur | Coureur              | Pays           | Équipe                     | Temps           |
| 1er | Nacer Bouhanni       | France         | Cofidis, Solutions Crédits | 4 h 27 min 53 s |
| 2e | Jens Debusschere     | Belgique       | Lotto-Soudal               | + 0 s           |
| 3e | Sam Bennett          | Irlande        | Bora-Argon 18              | + 0 s           |
| 4e | Edvald Boasson Hagen | Norvège        | Dimension Data             | + 0 s           |
| 5e | Jonas Van Genechten  | Belgique       | IAM Cycling                | + 0 s           |
| 6e | Moreno Hofland       | Pays-Bas       | LottoNL-Jumbo              | + 0 s           |
| 7e | Tony Hurel           | France         | Direct Énergie             | + 0 s           |
| 8e | Sondre Holst Enger   | Norvège        | IAM Cycling                | + 0 s           |
| 9e | Daryl Impey          | Afrique du Sud | Orica-GreenEDGE            | + 0 s           |
| 10e | Edward Theuns        | Belgique       | Trek-Segafredo             | + 0 s           |

| \| Classement général \| Classement général \| Classement général \| Classement général \| Classement général \| \| Coureur \| Coureur \| Pays \| Équipe \| Temps \| \| ------------------ \| ------------------ \| ------------------ \| ------------------ \| ------------------ \| \| 1er \| Alberto Contador \| Espagne \| Tinkoff \| 4 h 39 min 29 s \| \| 2e \| Richie Porte \| Australie \| BMC Racing Team \| + 6 s \| \| 3e \| Christopher Froome \| Royaume-Uni \| Team Sky \| + 13 s \| \| 4e \| Dan Martin \| Irlande \| Etixx-Quick Step \| + 21 s \| \| 5e \| Julian Alaphilippe \| France \| Etixx-Quick Step \| + 24 s \| \| 6e \| Wout Poels \| Pays-Bas \| Team Sky \| + 25 s \| \| 7e \| Romain Bardet \| France \| AG2R La Mondiale \| + 29 s \| \| 8e \| Adam Yates \| Royaume-Uni \| Orica-GreenEDGE \| + 31 s \| \| 9e \| Diego Rosa \| Italie \| Astana \| + 37 s \| \| 10e \| Jesús Herrada \| Espagne \| Movistar Team \| + 39 s \| |                    |             |                  |                 |
| |                    |             |                  |                 |
| Source : ProCyclingStats |                    |             |                  |                 |
| Classement général |                    |             |                  |                 |
| Coureur | Coureur            | Pays        | Équipe           | Temps           |
| 1er | Alberto Contador   | Espagne     | Tinkoff          | 4 h 39 min 29 s |
| 2e | Richie Porte       | Australie   | BMC Racing Team  | + 6 s           |
| 3e | Christopher Froome | Royaume-Uni | Team Sky         | + 13 s          |
| 4e | Dan Martin         | Irlande     | Etixx-Quick Step | + 21 s          |
| 5e | Julian Alaphilippe | France      | Etixx-Quick Step | + 24 s          |
| 6e | Wout Poels         | Pays-Bas    | Team Sky         | + 25 s          |
| 7e | Romain Bardet      | France      | AG2R La Mondiale | + 29 s          |
| 8e | Adam Yates         | Royaume-Uni | Orica-GreenEDGE  | + 31 s          |
| 9e | Diego Rosa         | Italie      | Astana           | + 37 s          |
| 10e | Jesús Herrada      | Espagne     | Movistar Team    | + 39 s          |

### 2eétape
| \| Classement de l'étape \| Classement de l'étape \| Classement de l'étape \| Classement de l'étape \| Classement de l'étape \| \| Coureur \| Coureur \| Pays \| Équipe \| Temps \| \| --------------------- \| --------------------- \| --------------------- \| --------------------- \| --------------------- \| \| 1er \| Jesús Herrada \| Espagne \| Movistar Team \| 4 h 13 min 43 s \| \| 2e \| Tony Gallopin \| France \| Lotto-Soudal \| + 2 s \| \| 3e \| Serge Pauwels \| Belgique \| Dimension Data \| + 2 s \| \| 4e \| Fabrice Jeandesboz \| France \| Direct Énergie \| + 2 s \| \| 5e \| Daniel Moreno \| Espagne \| Movistar Team \| + 2 s \| \| 6e \| Bauke Mollema \| Pays-Bas \| Trek-Segafredo \| + 2 s \| \| 7e \| Greg Van Avermaet \| Belgique \| BMC Racing Team \| + 2 s \| \| 8e \| Christopher Froome \| Royaume-Uni \| Team Sky \| + 2 s \| \| 9e \| Valerio Conti \| Italie \| Lampre-Merida \| + 2 s \| \| 10e \| Joaquim Rodríguez \| Espagne \| Katusha \| + 2 s \| |                    |             |                 |                 |
| |                    |             |                 |                 |
| Source : ProCyclingStats |                    |             |                 |                 |
| Classement de l'étape |                    |             |                 |                 |
| Coureur | Coureur            | Pays        | Équipe          | Temps           |
| 1er | Jesús Herrada      | Espagne     | Movistar Team   | 4 h 13 min 43 s |
| 2e | Tony Gallopin      | France      | Lotto-Soudal    | + 2 s           |
| 3e | Serge Pauwels      | Belgique    | Dimension Data  | + 2 s           |
| 4e | Fabrice Jeandesboz | France      | Direct Énergie  | + 2 s           |
| 5e | Daniel Moreno      | Espagne     | Movistar Team   | + 2 s           |
| 6e | Bauke Mollema      | Pays-Bas    | Trek-Segafredo  | + 2 s           |
| 7e | Greg Van Avermaet  | Belgique    | BMC Racing Team | + 2 s           |
| 8e | Christopher Froome | Royaume-Uni | Team Sky        | + 2 s           |
| 9e | Valerio Conti      | Italie      | Lampre-Merida   | + 2 s           |
| 10e | Joaquim Rodríguez  | Espagne     | Katusha         | + 2 s           |

| \| Classement général \| Classement général \| Classement général \| Classement général \| Classement général \| \| Coureur \| Coureur \| Pays \| Équipe \| Temps \| \| ------------------ \| ------------------ \| ------------------ \| -------------------------- \| ------------------ \| \| 1er \| Alberto Contador \| Espagne \| Tinkoff \| 8 h 53 min 14 s \| \| 2e \| Richie Porte \| Australie \| BMC Racing Team \| + 6 s \| \| 3e \| Christopher Froome \| Royaume-Uni \| Team Sky \| + 13 s \| \| 4e \| Dan Martin \| Irlande \| Etixx-Quick Step \| + 21 s \| \| 5e \| Julian Alaphilippe \| France \| Etixx-Quick Step \| + 24 s \| \| 6e \| Jesús Herrada \| Espagne \| Movistar Team \| + 27 s \| \| 7e \| Adam Yates \| Royaume-Uni \| Orica-GreenEDGE \| + 31 s \| \| 8e \| Diego Rosa \| Italie \| Astana \| + 37 s \| \| 9e \| Daniel Navarro \| Espagne \| Cofidis, Solutions Crédits \| + 43 s \| \| 10e \| Bauke Mollema \| Pays-Bas \| Trek-Segafredo \| + 48 s \| |                    |             |                            |                 |
| |                    |             |                            |                 |
| Source : ProCyclingStats |                    |             |                            |                 |
| Classement général |                    |             |                            |                 |
| Coureur | Coureur            | Pays        | Équipe                     | Temps           |
| 1er | Alberto Contador   | Espagne     | Tinkoff                    | 8 h 53 min 14 s |
| 2e | Richie Porte       | Australie   | BMC Racing Team            | + 6 s           |
| 3e | Christopher Froome | Royaume-Uni | Team Sky                   | + 13 s          |
| 4e | Dan Martin         | Irlande     | Etixx-Quick Step           | + 21 s          |
| 5e | Julian Alaphilippe | France      | Etixx-Quick Step           | + 24 s          |
| 6e | Jesús Herrada      | Espagne     | Movistar Team              | + 27 s          |
| 7e | Adam Yates         | Royaume-Uni | Orica-GreenEDGE            | + 31 s          |
| 8e | Diego Rosa         | Italie      | Astana                     | + 37 s          |
| 9e | Daniel Navarro     | Espagne     | Cofidis, Solutions Crédits | + 43 s          |
| 10e | Bauke Mollema      | Pays-Bas    | Trek-Segafredo             | + 48 s          |

### 3eétape
| \| Classement de l'étape \| Classement de l'étape \| Classement de l'étape \| Classement de l'étape \| Classement de l'étape \| \| Coureur \| Coureur \| Pays \| Équipe \| Temps \| \| --------------------- \| --------------------- \| --------------------- \| -------------------------- \| --------------------- \| \| 1er \| Fabio Aru \| Italie \| Astana \| 4 h 19 min 54 s \| \| 2e \| Alexander Kristoff \| Norvège \| Katusha \| + 2 s \| \| 3e \| Niccolò Bonifazio \| Italie \| Trek-Segafredo \| + 2 s \| \| 4e \| Julian Alaphilippe \| France \| Etixx-Quick Step \| + 2 s \| \| 5e \| Edvald Boasson Hagen \| Norvège \| Dimension Data \| + 2 s \| \| 6e \| Sam Bennett \| Irlande \| Bora-Argon 18 \| + 2 s \| \| 7e \| Daryl Impey \| Afrique du Sud \| Orica-GreenEDGE \| + 2 s \| \| 8e \| Nacer Bouhanni \| France \| Cofidis, Solutions Crédits \| + 2 s \| \| 9e \| Enrico Gasparotto \| Italie \| Wanty-Groupe Gobert \| + 2 s \| \| 10e \| Arthur Vichot \| France \| FDJ \| + 2 s \| |                      |                |                            |                 |
| |                      |                |                            |                 |
| Source : ProCyclingStats |                      |                |                            |                 |
| Classement de l'étape |                      |                |                            |                 |
| Coureur | Coureur              | Pays           | Équipe                     | Temps           |
| 1er | Fabio Aru            | Italie         | Astana                     | 4 h 19 min 54 s |
| 2e | Alexander Kristoff   | Norvège        | Katusha                    | + 2 s           |
| 3e | Niccolò Bonifazio    | Italie         | Trek-Segafredo             | + 2 s           |
| 4e | Julian Alaphilippe   | France         | Etixx-Quick Step           | + 2 s           |
| 5e | Edvald Boasson Hagen | Norvège        | Dimension Data             | + 2 s           |
| 6e | Sam Bennett          | Irlande        | Bora-Argon 18              | + 2 s           |
| 7e | Daryl Impey          | Afrique du Sud | Orica-GreenEDGE            | + 2 s           |
| 8e | Nacer Bouhanni       | France         | Cofidis, Solutions Crédits | + 2 s           |
| 9e | Enrico Gasparotto    | Italie         | Wanty-Groupe Gobert        | + 2 s           |
| 10e | Arthur Vichot        | France         | FDJ                        | + 2 s           |

| \| Classement général \| Classement général \| Classement général \| Classement général \| Classement général \| \| Coureur \| Coureur \| Pays \| Équipe \| Temps \| \| ------------------ \| ------------------ \| ------------------ \| -------------------------- \| ------------------ \| \| 1er \| Alberto Contador \| Espagne \| Tinkoff \| 13 h 13 min 10 s \| \| 2e \| Richie Porte \| Australie \| BMC Racing Team \| + 6 s \| \| 3e \| Christopher Froome \| Royaume-Uni \| Team Sky \| + 13 s \| \| 4e \| Dan Martin \| Irlande \| Etixx-Quick Step \| + 21 s \| \| 5e \| Julian Alaphilippe \| France \| Etixx-Quick Step \| + 24 s \| \| 6e \| Jesús Herrada \| Espagne \| Movistar Team \| + 27 s \| \| 7e \| Adam Yates \| Royaume-Uni \| Orica-GreenEDGE \| + 31 s \| \| 8e \| Diego Rosa \| Italie \| Astana \| + 37 s \| \| 9e \| Daniel Navarro \| Espagne \| Cofidis, Solutions Crédits \| + 43 s \| \| 10e \| Bauke Mollema \| Pays-Bas \| Trek-Segafredo \| + 48 s \| |                    |             |                            |                  |
| |                    |             |                            |                  |
| Source : ProCyclingStats |                    |             |                            |                  |
| Classement général |                    |             |                            |                  |
| Coureur | Coureur            | Pays        | Équipe                     | Temps            |
| 1er | Alberto Contador   | Espagne     | Tinkoff                    | 13 h 13 min 10 s |
| 2e | Richie Porte       | Australie   | BMC Racing Team            | + 6 s            |
| 3e | Christopher Froome | Royaume-Uni | Team Sky                   | + 13 s           |
| 4e | Dan Martin         | Irlande     | Etixx-Quick Step           | + 21 s           |
| 5e | Julian Alaphilippe | France      | Etixx-Quick Step           | + 24 s           |
| 6e | Jesús Herrada      | Espagne     | Movistar Team              | + 27 s           |
| 7e | Adam Yates         | Royaume-Uni | Orica-GreenEDGE            | + 31 s           |
| 8e | Diego Rosa         | Italie      | Astana                     | + 37 s           |
| 9e | Daniel Navarro     | Espagne     | Cofidis, Solutions Crédits | + 43 s           |
| 10e | Bauke Mollema      | Pays-Bas    | Trek-Segafredo             | + 48 s           |

### 4eétape
| \| Classement de l'étape \| Classement de l'étape \| Classement de l'étape \| Classement de l'étape \| Classement de l'étape \| \| Coureur \| Coureur \| Pays \| Équipe \| Temps \| \| --------------------- \| --------------------- \| --------------------- \| -------------------------- \| --------------------- \| \| 1er \| Edvald Boasson Hagen \| Norvège \| Dimension Data \| 4 h 39 min 26 s \| \| 2e \| Julian Alaphilippe \| France \| Etixx-Quick Step \| + 0 s \| \| 3e \| Nacer Bouhanni \| France \| Cofidis, Solutions Crédits \| + 0 s \| \| 4e \| Jens Debusschere \| Belgique \| Lotto-Soudal \| + 0 s \| \| 5e \| Greg Van Avermaet \| Belgique \| BMC Racing Team \| + 0 s \| \| 6e \| Samuel Dumoulin \| France \| AG2R La Mondiale \| + 0 s \| \| 7e \| Jens Keukeleire \| Belgique \| Orica-GreenEDGE \| + 0 s \| \| 8e \| John Degenkolb \| Allemagne \| Giant-Alpecin \| + 0 s \| \| 9e \| Sam Bennett \| Irlande \| Bora-Argon 18 \| + 0 s \| \| 10e \| Luka Pibernik \| Slovénie \| Lampre-Merida \| + 0 s \| |                      |           |                            |                 |
| |                      |           |                            |                 |
| Source : ProCyclingStats |                      |           |                            |                 |
| Classement de l'étape |                      |           |                            |                 |
| Coureur | Coureur              | Pays      | Équipe                     | Temps           |
| 1er | Edvald Boasson Hagen | Norvège   | Dimension Data             | 4 h 39 min 26 s |
| 2e | Julian Alaphilippe   | France    | Etixx-Quick Step           | + 0 s           |
| 3e | Nacer Bouhanni       | France    | Cofidis, Solutions Crédits | + 0 s           |
| 4e | Jens Debusschere     | Belgique  | Lotto-Soudal               | + 0 s           |
| 5e | Greg Van Avermaet    | Belgique  | BMC Racing Team            | + 0 s           |
| 6e | Samuel Dumoulin      | France    | AG2R La Mondiale           | + 0 s           |
| 7e | Jens Keukeleire      | Belgique  | Orica-GreenEDGE            | + 0 s           |
| 8e | John Degenkolb       | Allemagne | Giant-Alpecin              | + 0 s           |
| 9e | Sam Bennett          | Irlande   | Bora-Argon 18              | + 0 s           |
| 10e | Luka Pibernik        | Slovénie  | Lampre-Merida              | + 0 s           |

| \| Classement général \| Classement général \| Classement général \| Classement général \| Classement général \| \| Coureur \| Coureur \| Pays \| Équipe \| Temps \| \| ------------------ \| ------------------ \| ------------------ \| -------------------------- \| ------------------ \| \| 1er \| Alberto Contador \| Espagne \| Tinkoff \| 17 h 52 min 45 s \| \| 2e \| Christopher Froome \| Royaume-Uni \| Team Sky \| + 4 s \| \| 3e \| Richie Porte \| Australie \| BMC Racing Team \| + 6 s \| \| 4e \| Julian Alaphilippe \| France \| Etixx-Quick Step \| + 9 s \| \| 5e \| Dan Martin \| Irlande \| Etixx-Quick Step \| + 12 s \| \| 6e \| Jesús Herrada \| Espagne \| Movistar Team \| + 27 s \| \| 7e \| Adam Yates \| Royaume-Uni \| Orica-GreenEDGE \| + 31 s \| \| 8e \| Diego Rosa \| Italie \| Astana \| + 35 s \| \| 9e \| Daniel Navarro \| Espagne \| Cofidis, Solutions Crédits \| + 43 s \| \| 10e \| Bauke Mollema \| Pays-Bas \| Trek-Segafredo \| + 48 s \| |                    |             |                            |                  |
| |                    |             |                            |                  |
| Source : ProCyclingStats |                    |             |                            |                  |
| Classement général |                    |             |                            |                  |
| Coureur | Coureur            | Pays        | Équipe                     | Temps            |
| 1er | Alberto Contador   | Espagne     | Tinkoff                    | 17 h 52 min 45 s |
| 2e | Christopher Froome | Royaume-Uni | Team Sky                   | + 4 s            |
| 3e | Richie Porte       | Australie   | BMC Racing Team            | + 6 s            |
| 4e | Julian Alaphilippe | France      | Etixx-Quick Step           | + 9 s            |
| 5e | Dan Martin         | Irlande     | Etixx-Quick Step           | + 12 s           |
| 6e | Jesús Herrada      | Espagne     | Movistar Team              | + 27 s           |
| 7e | Adam Yates         | Royaume-Uni | Orica-GreenEDGE            | + 31 s           |
| 8e | Diego Rosa         | Italie      | Astana                     | + 35 s           |
| 9e | Daniel Navarro     | Espagne     | Cofidis, Solutions Crédits | + 43 s           |
| 10e | Bauke Mollema      | Pays-Bas    | Trek-Segafredo             | + 48 s           |

### 5eétape
| \| Classement de l'étape \| Classement de l'étape \| Classement de l'étape \| Classement de l'étape \| Classement de l'étape \| \| Coureur \| Coureur \| Pays \| Équipe \| Temps \| \| --------------------- \| --------------------- \| --------------------- \| --------------------- \| --------------------- \| \| 1er \| Christopher Froome \| Royaume-Uni \| Team Sky \| 3 h 32 min 20 s \| \| 2e \| Richie Porte \| Australie \| BMC Racing Team \| + 1 s \| \| 3e \| Adam Yates \| Royaume-Uni \| Orica-GreenEDGE \| + 19 s \| \| 4e \| Dan Martin \| Irlande \| Etixx-Quick Step \| + 19 s \| \| 5e \| Alberto Contador \| Espagne \| Tinkoff \| + 21 s \| \| 6e \| Romain Bardet \| France \| AG2R La Mondiale \| + 25 s \| \| 7e \| Pierre Rolland \| France \| Cannondale \| + 27 s \| \| 8e \| Bauke Mollema \| Pays-Bas \| Trek-Segafredo \| + 27 s \| \| 9e \| Louis Meintjes \| Afrique du Sud \| Lampre-Merida \| + 27 s \| \| 10e \| Julian Alaphilippe \| France \| Etixx-Quick Step \| + 27 s \| |                    |                |                  |                 |
| |                    |                |                  |                 |
| Source : ProCyclingStats |                    |                |                  |                 |
| Classement de l'étape |                    |                |                  |                 |
| Coureur | Coureur            | Pays           | Équipe           | Temps           |
| 1er | Christopher Froome | Royaume-Uni    | Team Sky         | 3 h 32 min 20 s |
| 2e | Richie Porte       | Australie      | BMC Racing Team  | + 1 s           |
| 3e | Adam Yates         | Royaume-Uni    | Orica-GreenEDGE  | + 19 s          |
| 4e | Dan Martin         | Irlande        | Etixx-Quick Step | + 19 s          |
| 5e | Alberto Contador   | Espagne        | Tinkoff          | + 21 s          |
| 6e | Romain Bardet      | France         | AG2R La Mondiale | + 25 s          |
| 7e | Pierre Rolland     | France         | Cannondale       | + 27 s          |
| 8e | Bauke Mollema      | Pays-Bas       | Trek-Segafredo   | + 27 s          |
| 9e | Louis Meintjes     | Afrique du Sud | Lampre-Merida    | + 27 s          |
| 10e | Julian Alaphilippe | France         | Etixx-Quick Step | + 27 s          |

| \| Classement général \| Classement général \| Classement général \| Classement général \| Classement général \| \| Coureur \| Coureur \| Pays \| Équipe \| Temps \| \| ------------------ \| ------------------ \| ------------------ \| -------------------------- \| ------------------ \| \| 1er \| Christopher Froome \| Royaume-Uni \| Team Sky \| 21 h 24 min 59 s \| \| 2e \| Richie Porte \| Australie \| BMC Racing Team \| + 7 s \| \| 3e \| Alberto Contador \| Espagne \| Tinkoff \| + 27 s \| \| 4e \| Dan Martin \| Irlande \| Etixx-Quick Step \| + 37 s \| \| 5e \| Julian Alaphilippe \| France \| Etixx-Quick Step \| + 42 s \| \| 6e \| Adam Yates \| Royaume-Uni \| Orica-GreenEDGE \| + 52 s \| \| 7e \| Diego Rosa \| Italie \| Astana \| + 1 min 08 s \| \| 8e \| Daniel Navarro \| Espagne \| Cofidis, Solutions Crédits \| + 1 min 08 s \| \| 9e \| Bauke Mollema \| Pays-Bas \| Trek-Segafredo \| + 1 min 21 s \| \| 10e \| Louis Meintjes \| Afrique du Sud \| Lampre-Merida \| + 1 min 27 s \| |                    |                |                            |                  |
| |                    |                |                            |                  |
| Source : ProCyclingStats |                    |                |                            |                  |
| Classement général |                    |                |                            |                  |
| Coureur | Coureur            | Pays           | Équipe                     | Temps            |
| 1er | Christopher Froome | Royaume-Uni    | Team Sky                   | 21 h 24 min 59 s |
| 2e | Richie Porte       | Australie      | BMC Racing Team            | + 7 s            |
| 3e | Alberto Contador   | Espagne        | Tinkoff                    | + 27 s           |
| 4e | Dan Martin         | Irlande        | Etixx-Quick Step           | + 37 s           |
| 5e | Julian Alaphilippe | France         | Etixx-Quick Step           | + 42 s           |
| 6e | Adam Yates         | Royaume-Uni    | Orica-GreenEDGE            | + 52 s           |
| 7e | Diego Rosa         | Italie         | Astana                     | + 1 min 08 s     |
| 8e | Daniel Navarro     | Espagne        | Cofidis, Solutions Crédits | + 1 min 08 s     |
| 9e | Bauke Mollema      | Pays-Bas       | Trek-Segafredo             | + 1 min 21 s     |
| 10e | Louis Meintjes     | Afrique du Sud | Lampre-Merida              | + 1 min 27 s     |

### 6eétape
| \| Classement de l'étape \| Classement de l'étape \| Classement de l'étape \| Classement de l'étape \| Classement de l'étape \| \| Coureur \| Coureur \| Pays \| Équipe \| Temps \| \| --------------------- \| --------------------- \| --------------------- \| --------------------- \| --------------------- \| \| 1er \| Thibaut Pinot \| France \| FDJ \| 4 h 24 min 16 s \| \| 2e \| Romain Bardet \| France \| AG2R La Mondiale \| + 0 s \| \| 3e \| Dan Martin \| Irlande \| Etixx-Quick Step \| + 1 min 04 s \| \| 4e \| Christopher Froome \| Royaume-Uni \| Team Sky \| + 1 min 07 s \| \| 5e \| Louis Meintjes \| Afrique du Sud \| Lampre-Merida \| + 1 min 15 s \| \| 6e \| Alberto Contador \| Espagne \| Tinkoff \| + 1 min 15 s \| \| 7e \| Diego Rosa \| Italie \| Astana \| + 1 min 17 s \| \| 8e \| Adam Yates \| Royaume-Uni \| Orica-GreenEDGE \| + 1 min 17 s \| \| 9e \| Julian Alaphilippe \| France \| Etixx-Quick Step \| + 1 min 21 s \| \| 10e \| Richie Porte \| Australie \| BMC Racing Team \| + 1 min 21 s \| |                    |                |                  |                 |
| |                    |                |                  |                 |
| Source : ProCyclingStats |                    |                |                  |                 |
| Classement de l'étape |                    |                |                  |                 |
| Coureur | Coureur            | Pays           | Équipe           | Temps           |
| 1er | Thibaut Pinot      | France         | FDJ              | 4 h 24 min 16 s |
| 2e | Romain Bardet      | France         | AG2R La Mondiale | + 0 s           |
| 3e | Dan Martin         | Irlande        | Etixx-Quick Step | + 1 min 04 s    |
| 4e | Christopher Froome | Royaume-Uni    | Team Sky         | + 1 min 07 s    |
| 5e | Louis Meintjes     | Afrique du Sud | Lampre-Merida    | + 1 min 15 s    |
| 6e | Alberto Contador   | Espagne        | Tinkoff          | + 1 min 15 s    |
| 7e | Diego Rosa         | Italie         | Astana           | + 1 min 17 s    |
| 8e | Adam Yates         | Royaume-Uni    | Orica-GreenEDGE  | + 1 min 17 s    |
| 9e | Julian Alaphilippe | France         | Etixx-Quick Step | + 1 min 21 s    |
| 10e | Richie Porte       | Australie      | BMC Racing Team  | + 1 min 21 s    |

| \| Classement général \| Classement général \| Classement général \| Classement général \| Classement général \| \| Coureur \| Coureur \| Pays \| Équipe \| Temps \| \| ------------------ \| ------------------ \| ------------------ \| ------------------ \| ------------------ \| \| 1er \| Christopher Froome \| Royaume-Uni \| Team Sky \| 25 h 50 min 22 s \| \| 2e \| Richie Porte \| Australie \| BMC Racing Team \| + 21 s \| \| 3e \| Romain Bardet \| France \| AG2R La Mondiale \| + 21 s \| \| 4e \| Dan Martin \| Irlande \| Etixx-Quick Step \| + 30 s \| \| 5e \| Alberto Contador \| Espagne \| Tinkoff \| + 35 s \| \| 6e \| Julian Alaphilippe \| France \| Etixx-Quick Step \| + 56 s \| \| 7e \| Adam Yates \| Royaume-Uni \| Orica-GreenEDGE \| + 1 min 02 s \| \| 8e \| Diego Rosa \| Italie \| Astana \| + 1 min 18 s \| \| 9e \| Louis Meintjes \| Afrique du Sud \| Lampre-Merida \| + 1 min 35 s \| \| 10e \| Thibaut Pinot \| France \| FDJ \| + 2 min 12 s \| |                    |                |                  |                  |
| |                    |                |                  |                  |
| Source : ProCyclingStats |                    |                |                  |                  |
| Classement général |                    |                |                  |                  |
| Coureur | Coureur            | Pays           | Équipe           | Temps            |
| 1er | Christopher Froome | Royaume-Uni    | Team Sky         | 25 h 50 min 22 s |
| 2e | Richie Porte       | Australie      | BMC Racing Team  | + 21 s           |
| 3e | Romain Bardet      | France         | AG2R La Mondiale | + 21 s           |
| 4e | Dan Martin         | Irlande        | Etixx-Quick Step | + 30 s           |
| 5e | Alberto Contador   | Espagne        | Tinkoff          | + 35 s           |
| 6e | Julian Alaphilippe | France         | Etixx-Quick Step | + 56 s           |
| 7e | Adam Yates         | Royaume-Uni    | Orica-GreenEDGE  | + 1 min 02 s     |
| 8e | Diego Rosa         | Italie         | Astana           | + 1 min 18 s     |
| 9e | Louis Meintjes     | Afrique du Sud | Lampre-Merida    | + 1 min 35 s     |
| 10e | Thibaut Pinot      | France         | FDJ              | + 2 min 12 s     |

### 7eétape
| \| Classement de l'étape \| Classement de l'étape \| Classement de l'étape \| Classement de l'étape \| Classement de l'étape \| \| Coureur \| Coureur \| Pays \| Équipe \| Temps \| \| --------------------- \| --------------------- \| --------------------- \| --------------------- \| --------------------- \| \| 1er \| Steve Cummings \| Royaume-Uni \| Dimension Data \| 4 h 05 min 06 s \| \| 2e \| Dan Martin \| Irlande \| Etixx-Quick Step \| + 3 min 58 s \| \| 3e \| Romain Bardet \| France \| AG2R La Mondiale \| + 3 min 58 s \| \| 4e \| Wout Poels \| Pays-Bas \| Team Sky \| + 3 min 58 s \| \| 5e \| Adam Yates \| Royaume-Uni \| Orica-GreenEDGE \| + 3 min 58 s \| \| 6e \| Julian Alaphilippe \| France \| Etixx-Quick Step \| + 3 min 58 s \| \| 7e \| Diego Rosa \| Italie \| Astana \| + 3 min 58 s \| \| 8e \| Louis Meintjes \| Afrique du Sud \| Lampre-Merida \| + 4 min 01 s \| \| 9e \| Richie Porte \| Australie \| BMC Racing Team \| + 4 min 03 s \| \| 10e \| Christopher Froome \| Royaume-Uni \| Team Sky \| + 4 min 03 s \| |                    |                |                  |                 |
| |                    |                |                  |                 |
| Source : ProCyclingStats |                    |                |                  |                 |
| Classement de l'étape |                    |                |                  |                 |
| Coureur | Coureur            | Pays           | Équipe           | Temps           |
| 1er | Steve Cummings     | Royaume-Uni    | Dimension Data   | 4 h 05 min 06 s |
| 2e | Dan Martin         | Irlande        | Etixx-Quick Step | + 3 min 58 s    |
| 3e | Romain Bardet      | France         | AG2R La Mondiale | + 3 min 58 s    |
| 4e | Wout Poels         | Pays-Bas       | Team Sky         | + 3 min 58 s    |
| 5e | Adam Yates         | Royaume-Uni    | Orica-GreenEDGE  | + 3 min 58 s    |
| 6e | Julian Alaphilippe | France         | Etixx-Quick Step | + 3 min 58 s    |
| 7e | Diego Rosa         | Italie         | Astana           | + 3 min 58 s    |
| 8e | Louis Meintjes     | Afrique du Sud | Lampre-Merida    | + 4 min 01 s    |
| 9e | Richie Porte       | Australie      | BMC Racing Team  | + 4 min 03 s    |
| 10e | Christopher Froome | Royaume-Uni    | Team Sky         | + 4 min 03 s    |

| \| Classement général \| Classement général \| Classement général \| Classement général \| Classement général \| \| Coureur \| Coureur \| Pays \| Équipe \| Temps \| \| ------------------ \| ------------------ \| ------------------ \| ------------------ \| ------------------ \| \| 1er \| Christopher Froome \| Royaume-Uni \| Team Sky \| 29 h 59 min 31 s \| \| 2e \| Romain Bardet \| France \| AG2R La Mondiale \| + 12 s \| \| 3e \| Dan Martin \| Irlande \| Etixx-Quick Step \| + 19 s \| \| 4e \| Richie Porte \| Australie \| BMC Racing Team \| + 21 s \| \| 5e \| Alberto Contador \| Espagne \| Tinkoff \| + 35 s \| \| 6e \| Julian Alaphilippe \| France \| Etixx-Quick Step \| + 51 s \| \| 7e \| Adam Yates \| Royaume-Uni \| Orica-GreenEDGE \| + 57 s \| \| 8e \| Diego Rosa \| Italie \| Astana \| + 1 min 13 s \| \| 9e \| Louis Meintjes \| Afrique du Sud \| Lampre-Merida \| + 1 min 30 s \| \| 10e \| Pierre Rolland \| France \| Cannondale \| + 2 min 43 s \| |                    |                |                  |                  |
| |                    |                |                  |                  |
| Source : ProCyclingStats |                    |                |                  |                  |
| Classement général |                    |                |                  |                  |
| Coureur | Coureur            | Pays           | Équipe           | Temps            |
| 1er | Christopher Froome | Royaume-Uni    | Team Sky         | 29 h 59 min 31 s |
| 2e | Romain Bardet      | France         | AG2R La Mondiale | + 12 s           |
| 3e | Dan Martin         | Irlande        | Etixx-Quick Step | + 19 s           |
| 4e | Richie Porte       | Australie      | BMC Racing Team  | + 21 s           |
| 5e | Alberto Contador   | Espagne        | Tinkoff          | + 35 s           |
| 6e | Julian Alaphilippe | France         | Etixx-Quick Step | + 51 s           |
| 7e | Adam Yates         | Royaume-Uni    | Orica-GreenEDGE  | + 57 s           |
| 8e | Diego Rosa         | Italie         | Astana           | + 1 min 13 s     |
| 9e | Louis Meintjes     | Afrique du Sud | Lampre-Merida    | + 1 min 30 s     |
| 10e | Pierre Rolland     | France         | Cannondale       | + 2 min 43 s     |

## Classements

### Classement final
| Classement général | Classement général | Classement général | Classement général | Classement général  |
|                    | Coureur            | Pays               | Équipe             | Temps               |
| ------------------ | ------------------ | ------------------ | ------------------ | ------------------- |
| 1er                | Christopher Froome | Royaume-Uni        | Sky                | en 29 h 59 min 31 s |
| 2e                 | Romain Bardet      | France             | AG2R La Mondiale   | + 12 s              |
| 3e                 | Daniel Martin      | Irlande            | Etixx-Quick Step   | + 19 s              |
| 4e                 | Richie Porte       | Australie          | BMC Racing         | + 21 s              |
| 5e                 | Alberto Contador   | Espagne            | Tinkoff            | + 35 s              |
| 6e                 | Julian Alaphilippe | France             | Etixx-Quick Step   | + 51 s              |
| 7e                 | Adam Yates         | Royaume-Uni        | Orica-GreenEDGE    | + 57 s              |
| 8e                 | Diego Rosa         | Italie             | Astana             | + 1 min 13 s        |
| 9e                 | Louis Meintjes     | Afrique du Sud     | Lampre-Merida      | + 1 min 30 s        |
| 10e                | Pierre Rolland     | France             | Cannondale         | + 2 min 43 s        |
| modifier           |                    |                    |                    |                     |

### Classements annexes
| Classement par points | Classement par points | Classement par points | Classement par points | Classement par points |
| --------------------- | --------------------- | --------------------- | --------------------- | --------------------- |
|                       | Coureur               | Pays                  | Équipe                | Point(s)              |
| 1er                   | Edvald Boasson Hagen  | Norvège               | Dimension Data        | 59 points             |
| 2e                    | Julian Alaphilippe    | France                | Etixx-Quick Step      | 54 pts                |
| 3e                    | Sam Bennett           | Irlande               | Bora-Argon 18         | 42 pts                |
| modifier              |                       |                       |                       |                       |

| Classement de la montagne | Classement de la montagne | Classement de la montagne | Classement de la montagne | Classement de la montagne |
| ------------------------- | ------------------------- | ------------------------- | ------------------------- | ------------------------- |
|                           | Coureur                   | Pays                      | Équipe                    | Point(s)                  |
| 1er                       | Daniel Teklehaimanot      | Érythrée                  | Dimension Data            | 44 points                 |
| 2e                        | Tsgabu Grmay              | Éthiopie                  | Lampre-Merida             | 39 pts                    |
| 3e                        | Thibaut Pinot             | France                    | FDJ                       | 37 pts                    |
| modifier                  |                           |                           |                           |                           |

| Classement du meilleur jeune | Classement du meilleur jeune | Classement du meilleur jeune | Classement du meilleur jeune | Classement du meilleur jeune |
|                              | Coureur                      | Pays                         | Équipe                       | Temps                        |
| ---------------------------- | ---------------------------- | ---------------------------- | ---------------------------- | ---------------------------- |
| 1er                          | Julian Alaphilippe           | France                       | Etixx-Quick Step             | en 30 h 0 min 22 s           |
| 2e                           | Adam Yates                   | Royaume-Uni                  | Orica-GreenEDGE              | + 6 s                        |
| 3e                           | Louis Meintjes               | Afrique du Sud               | Lampre-Merida                | + 39 s                       |
| modifier                     |                              |                              |                              |                              |

| Classement par équipes | Classement par équipes | Classement par équipes | Classement par équipes |
|                        | Équipe                 | Pays                   | Temps                  |
| ---------------------- | ---------------------- | ---------------------- | ---------------------- |
| 1re                    | Sky                    | Royaume-Uni            | en 90 h 4 min 20 s     |
| 2e                     | BMC Racing             | États-Unis             | + 13 min 47 s          |
| 3e                     | AG2R La Mondiale       | France                 | + 14 min 6 s           |
| modifier               |                        |                        |                        |

### UCI World Tour
Ce Critérium du Dauphiné attribue des points pour l'UCI World Tour 2016, par équipes uniquement aux équipes ayant un label WorldTeam, individuellement uniquement aux coureurs des équipes ayant un label WorldTeam.
| Position           | 1er | 2e | 3e | 4e | 5e | 6e | 7e | 8e | 9e | 10e |
| Classement général | 100 | 80 | 70 | 60 | 50 | 40 | 30 | 20 | 10 | 4   |
| Par étape          | 6   | 4  | 2  | 1  | 1  |    |    |    |    |     |

| #  | Coureur              | Équipe           | Points |
| -- | -------------------- | ---------------- | ------ |
| 1  | Christopher Froome   | Sky              | 109    |
| 2  | Romain Bardet        | AG2R La Mondiale | 86     |
| 3  | Daniel Martin        | Etixx-Quick Step | 78     |
| 4  | Richie Porte         | BMC Racing       | 68     |
| 5  | Alberto Contador     | Tinkoff          | 57     |
| 6  | Julian Alaphilippe   | Etixx-Quick Step | 46     |
| 7  | Adam Yates           | Orica-GreenEDGE  | 33     |
| 8  | Diego Rosa           | Astana           | 20     |
| 9  | Louis Meintjes       | Lampre-Merida    | 11     |
| 10 | Edvald Boasson Hagen | Dimension Data   | 8      |

| Suite du classement (11-21) | Suite du classement (11-21) | Suite du classement (11-21) | Suite du classement (11-21) |
| --------------------------- | --------------------------- | --------------------------- | --------------------------- |
| #                           | Coureur                     | Équipe                      | Points                      |
| 11                          | Jesús Herrada               | Movistar                    | 6                           |
| 11                          | Fabio Aru                   | Astana                      | 6                           |
| 11                          | Thibaut Pinot               | FDJ                         | 6                           |
| 11                          | Steve Cummings              | Dimension Data              | 6                           |
| 15                          | Jens Debusschere            | Lotto-Soudal                | 5                           |
| 16                          | Tony Gallopin               | Lotto-Soudal                | 4                           |
| 16                          | Alexander Kristoff          | Katusha                     | 4                           |
| 16                          | Pierre Rolland              | Cannondale                  | 4                           |
| 19                          | Serge Pauwels               | Dimension Data              | 2                           |
| 19                          | Niccolò Bonifazio           | Trek-Segafredo              | 2                           |
| 21                          | Jonas Van Genechten         | IAM                         | 1                           |
| 21                          | Daniel Moreno               | Movistar                    | 1                           |
| 21                          | Greg Van Avermaet           | BMC Racing                  | 1                           |
| 21                          | Wout Poels                  | Sky                         | 1                           |

### Classement individuel
Ci-dessous, le classement individuel de l'UCI World Tour à l'issue de la course.
| Rang | Coureur            | Équipe           | Points |
| ---- | ------------------ | ---------------- | ------ |
| 1    | Alberto Contador   | Tinkoff          | 337    |
| 2    | Peter Sagan        | Tinkoff          | 329    |
| 3    | Richie Porte       | BMC Racing       | 290    |
| 4    | Nairo Quintana     | Movistar         | 285    |
| 5    | Vincenzo Nibali    | Astana           | 231    |
| 6    | Ilnur Zakarin      | Katusha          | 219    |
| 7    | Thibaut Pinot      | FDJ              | 206    |
| 8    | Alejandro Valverde | Movistar         | 205    |
| 9    | Sergio Henao       | Sky              | 204    |
| 10   | Daniel Martin      | Etixx-Quick Step | 204    |

### Classement par pays
Ci-dessous, le classement par pays de l'UCI World Tour à l'issue de la course.
| Rang | Pays        | Points |
| ---- | ----------- | ------ |
| 1    | Espagne     | 874    |
| 2    | Colombie    | 762    |
| 3    | France      | 673    |
| 4    | Australie   | 647    |
| 5    | Belgique    | 558    |
| 6    | Royaume-Uni | 503    |
| 7    | Pays-Bas    | 424    |
| 8    | Italie      | 399    |
| 9    | Suisse      | 361    |
| 10   | Slovaquie   | 329    |

### Classement par équipes
Ci-dessous, le classement par équipes de l'UCI World Tour à l'issue de la course.
| Rang | Équipe           | Points |
| ---- | ---------------- | ------ |
| 1    | Tinkoff          | 876    |
| 2    | Movistar         | 730    |
| 3    | Sky              | 713    |
| 4    | BMC Racing       | 697    |
| 5    | Etixx-Quick Step | 618    |
| 6    | Orica-GreenEDGE  | 517    |
| 7    | Katusha          | 500    |
| 8    | FDJ              | 434    |
| 9    | Lotto NL-Jumbo   | 361    |
| 10   | Astana           | 328    |

## Évolution des classements
Le classement général, dont le leader porte le maillot jaune à bande bleue, s'établit en additionnant les temps réalisés à chaque étape, puis en ôtant d'éventuelles bonifications (10, 6 et 4 s à l'arrivée des étapes en ligne). En cas d'égalité, les critères de départage, dans l'ordre, sont : les fractions de seconde enregistrés lors du prologue, addition des places obtenues lors de chaque étape, place obtenue lors de la dernière étape.
Le classement par points, dont le leader porte le maillot vert, est l'addition des points attribués à l'arrivée des étapes. 
- Pour les étapes 1, 3 et 4 (25, 22, 20, 18, 16, 14, 12, 10, 8 et 6 points aux 10 premiers coureurs classés).
- Pour le prologue et les étapes 2, 5, 6 et 7 (15, 12, 10, 8, 6, 5, 4, 3, 2 et 1 points aux 10 premiers coureurs classés).

En cas d'égalité de points, les critères de départage, dans l'ordre, sont : nombre de victoires d'étape, classement général au temps. Le vainqueur de ce classement remporte une dotation de 2000€.
Le classement du meilleur grimpeur, dont le leader porte le maillot rouge à pois blancs, consiste en l'addition des points obtenus au sommet des ascensions ;
- Hors catégorie (15, 12, 10, 8, 6, 5, 4, 3, 2 et 1 pts aux 10 premiers coureurs classés),
- 1re catégorie (10, 8, 6, 4, 2 et 1 pts aux 6 premiers coureurs classés),
- 2e catégorie (5, 3, 2 et 1 pts aux 4 premiers coureurs classés),
- 3e catégorie (2 et 1 pts aux 2 premiers coureurs classés),
- 4e catégorie (1 pts au premier coureur classé).

En cas d'égalité de points, les critères de départage, dans l'ordre, sont : nombre de premières places dans les ascensions Hors catégorie, de 1re, de 2e, de 3e, puis de 4e catégorie, classement général. Le vainqueur de ce classement remporte une dotation de 2000€.
Le classement du meilleur jeune, dont le leader porte le maillot blanc, est le classement général des coureurs nés depuis le 1er janvier 1991. Le vainqueur de ce classement remporte une dotation de 1000€.
Le classement par équipes de l'étape est l'addition des trois meilleurs temps individuels de chaque équipe. En cas d'égalité, les critères de départage, dans l'ordre, sont : addition des places des trois premiers coureurs des équipes concernées, place du meilleur coureur sur l'étape. Calculer le classement par équipes revient à additionner les classements par équipes de chaque étape. En cas d'égalité, les critères de départage, dans l'ordre, sont : nombre de premières places dans le classement par équipes du jour, nombre de deuxièmes places dans le classement par équipes du jour, etc., place au classement général du meilleur coureur des équipes concernées.
| Étape              | Vainqueur            | Classement général | Classement par points | Classement de la montagne | Classement du meilleur jeune | Classement par équipes |
| ------------------ | -------------------- | ------------------ | --------------------- | ------------------------- | ---------------------------- | ---------------------- |
| Prologue           | Alberto Contador     | Alberto Contador   | Alberto Contador      | Alberto Contador          | Julian Alaphilippe           | Sky                    |
| 1                  | Nacer Bouhanni       | Alberto Contador   | Nacer Bouhanni        | Alberto Contador          | Julian Alaphilippe           | Sky                    |
| 2                  | Jesús Herrada        | Alberto Contador   | Nacer Bouhanni        | Alberto Contador          | Julian Alaphilippe           | Sky                    |
| 3                  | Fabio Aru            | Alberto Contador   | Nacer Bouhanni        | Alberto Contador          | Julian Alaphilippe           | Sky                    |
| 4                  | Edvald Boasson Hagen | Alberto Contador   | Edvald Boasson Hagen  | Alberto Contador          | Julian Alaphilippe           | Sky                    |
| 5                  | Christopher Froome   | Christopher Froome | Edvald Boasson Hagen  | Daniel Teklehaimanot      | Julian Alaphilippe           | Sky                    |
| 6                  | Thibaut Pinot        | Christopher Froome | Edvald Boasson Hagen  | Thibaut Pinot             | Julian Alaphilippe           | Sky                    |
| 7                  | Steve Cummings       | Christopher Froome | Edvald Boasson Hagen  | Daniel Teklehaimanot      | Julian Alaphilippe           | Sky                    |
| Classements finals | Classements finals   | Christopher Froome | Edvald Boasson Hagen  | Daniel Teklehaimanot      | Julian Alaphilippe           | Sky                    |

## Liste des participants
- Liste de départ complète

| Légende                             | Légende                                                                                                  | Légende                                | Légende                                                                                                  |
| ----------------------------------- | --- | -------------------------------------- | --- |
| Num                                 | Dossard de départ porté par le coureur sur ce Critérium du Dauphiné                                      | Pos                                    | Position finale au classement général                                                                    |
| Leader du classement général        | Indique le vainqueur du classement général                                                               | Leader du classement par points        | Indique le vainqueur du classement par points                                                            |
| Leader du classement de la montagne | Indique le vainqueur du classement de la montagne                                                        | Leader du classement du meilleur jeune | Indique le vainqueur du classement du meilleur jeune                                                     |
|                                     | Indique un maillot de champion national ou mondial, suivi de sa spécialité                               | #                                      | Indique la meilleure équipe                                                                              |
| NP                                  | Indique un coureur qui n'a pas pris le départ d'une étape, suivi du numéro de l'étape où il s'est retiré | AB                                     | Indique un coureur qui n'a pas terminé une étape, suivi du numéro de l'étape où il s'est retiré          |
| HD                                  | Indique un coureur qui a terminé une étape hors des délais, suivi du numéro de l'étape                   | *                                      | Indique un coureur en lice pour le classement du meilleur jeune (coureurs nés après le 1er janvier 1991) |

| Sky SKY #                                            | Sky SKY #                | Sky SKY # |
| ---------------------------------------------------- | ------------------------ | --------- |
| Num                                                  | Coureur                  | Pos       |
| 1                                                    | Christopher Froome (GBR) | 1er       |
| 2                                                    | Sergio Henao (COL)       | 13e       |
| 3                                                    | Michał Kwiatkowski (POL) | AB-5      |
| 4                                                    | Mikel Landa (ESP)        | 12e       |
| 5                                                    | Wout Poels (NED)         | 25e       |
| 6                                                    | Salvatore Puccio (ITA)   | 85e       |
| 7                                                    | Luke Rowe (GBR)          | 93e       |
| 8                                                    | Ian Stannard (GBR)       | 89e       |
| Directeurs sportifs : Servais Knaven, Nicolas Portal |                          |           |

| BMC Racing BMC                                    | BMC Racing BMC           | BMC Racing BMC |
| ------------------------------------------------- | ------------------------ | -------------- |
| Num                                               | Coureur                  | Pos            |
| 11                                                | Richie Porte (AUS)       | 4e             |
| 12                                                | Brent Bookwalter (USA)   | 49e            |
| 13                                                | Marcus Burghardt (GER)   | 69e            |
| 14                                                | Damiano Caruso (ITA)     | 21e            |
| 15                                                | Rohan Dennis (AUS) (Clm) | 68e            |
| 16                                                | Ben Hermans (BEL)        | 22e            |
| 17                                                | Amaël Moinard (FRA)      | 50e            |
| 18                                                | Greg Van Avermaet (BEL)  | 76e            |
| Directeurs sportifs : Yvon Ledanois, Valerio Piva |                          |                |

| Tinkoff TNK                                       | Tinkoff TNK                 | Tinkoff TNK |
| ------------------------------------------------- | --------------------------- | ----------- |
| Num                                               | Coureur                     | Pos         |
| 21                                                | Alberto Contador (ESP)      | 5e          |
| 22                                                | Michael Gogl (AUT)*         | 122e        |
| 23                                                | Jesper Hansen (DEN)         | 60e         |
| 24                                                | Robert Kišerlovski (CRO)    | 26e         |
| 25                                                | Roman Kreuziger (CZE)       | 19e         |
| 26                                                | Sérgio Paulinho (POR)       | AB-7        |
| 27                                                | Yury Trofimov (RUS) (Route) | NP-3        |
| 28                                                | Michael Valgren (DEN)*      | 90e         |
| Directeurs sportifs : Steven de Jongh, Sean Yates |                             |             |

| FDJ                                                | FDJ                         | FDJ  |
| -------------------------------------------------- | --------------------------- | ---- |
| Num                                                | Coureur                     | Pos  |
| 31                                                 | Thibaut Pinot (FRA)         | 16e  |
| 32                                                 | William Bonnet (FRA)        | 106e |
| 33                                                 | Matthieu Ladagnous (FRA)    | 99e  |
| 34                                                 | Steve Morabito (SUI)        | 43e  |
| 35                                                 | Sébastien Reichenbach (SUI) | 52e  |
| 36                                                 | Anthony Roux (FRA)          | 70e  |
| 37                                                 | Jérémy Roy (FRA)            | 57e  |
| 38                                                 | Arthur Vichot (FRA)         | 86e  |
| Directeurs sportifs : Thierry Bricaud, Yvon Madiot |                             |      |

| Etixx-Quick Step EQS                             | Etixx-Quick Step EQS        | Etixx-Quick Step EQS |
| ------------------------------------------------ | --------------------------- | -------------------- |
| Num                                              | Coureur                     | Pos                  |
| 41                                               | Daniel Martin (IRL)         | 3e                   |
| 42                                               | Julian Alaphilippe (FRA)*   | 6e                   |
| 43                                               | Maxime Bouet (FRA)          | 61e                  |
| 44                                               | Laurens De Plus (BEL)*      | 31e                  |
| 45                                               | Tony Martin (GER) (Clm)     | 65e                  |
| 46                                               | Niki Terpstra (NED) (Route) | AB-7                 |
| 47                                               | Stijn Vandenbergh (BEL)     | AB-7                 |
| 48                                               | Martin Velits (SVK)         | 125e                 |
| Directeurs sportifs : Brian Holm, Jan Schaffrath |                             |                      |

| Astana AST                                                 | Astana AST                   | Astana AST |
| ---------------------------------------------------------- | ---------------------------- | ---------- |
| Num                                                        | Coureur                      | Pos        |
| 51                                                         | Fabio Aru (ITA)              | 45e        |
| 52                                                         | Dario Cataldo (ITA)          | 40e        |
| 53                                                         | Andriy Grivko (UKR)          | 51e        |
| 54                                                         | Dmitriy Gruzdev (KAZ)        | AB-5       |
| 55                                                         | Alexey Lutsenko (KAZ) (Clm)* | 75e        |
| 56                                                         | Diego Rosa (ITA)             | 8e         |
| 57                                                         | Luis León Sánchez (ESP)      | 33e        |
| 58                                                         | Paolo Tiralongo (ITA)        | 72e        |
| Directeurs sportifs : Dmitriy Fofonov, Giuseppe Martinelli |                              |            |

| AG2R La Mondiale ALM                                  | AG2R La Mondiale ALM    | AG2R La Mondiale ALM |
| ----------------------------------------------------- | ----------------------- | -------------------- |
| Num                                                   | Coureur                 | Pos                  |
| 61                                                    | Romain Bardet (FRA)     | 2e                   |
| 62                                                    | Jan Bakelants (BEL)     | 17e                  |
| 63                                                    | Mikaël Cherel (FRA)     | 23e                  |
| 64                                                    | Samuel Dumoulin (FRA)   | 104e                 |
| 65                                                    | Ben Gastauer (LUX)      | 55e                  |
| 66                                                    | Cyril Gautier (FRA)     | 54e                  |
| 67                                                    | Alexis Gougeard (FRA)*  | NP-5                 |
| 68                                                    | Alexis Vuillermoz (FRA) | 38e                  |
| Directeurs sportifs : Stéphane Goubert, Julien Jurdie |                         |                      |

| Orica-GreenEDGE OGE                                 | Orica-GreenEDGE OGE     | Orica-GreenEDGE OGE |
| --------------------------------------------------- | ----------------------- | ------------------- |
| Num                                                 | Coureur                 | Pos                 |
| 71                                                  | Simon Gerrans (AUS)     | 84e                 |
| 72                                                  | Mitchell Docker (AUS)   | NP-3                |
| 73                                                  | Jack Haig (AUS)*        | 39e                 |
| 74                                                  | Damien Howson (AUS)*    | NP-4                |
| 75                                                  | Daryl Impey (RSA) (Clm) | 46e                 |
| 76                                                  | Jens Keukeleire (BEL)   | 88e                 |
| 77                                                  | Christian Meier (CAN)   | 94e                 |
| 78                                                  | Adam Yates (GBR)*       | 7e                  |
| Directeurs sportifs : Laurenzo Lapage, James Victor |                         |                     |

| Katusha KAT                                          | Katusha KAT                 | Katusha KAT |
| ---------------------------------------------------- | --------------------------- | ----------- |
| Num                                                  | Coureur                     | Pos         |
| 81                                                   | Joaquim Rodríguez (ESP)     | AB-7        |
| 82                                                   | Jacopo Guarnieri (ITA)      | 133e        |
| 83                                                   | Marco Haller (AUT) (Route)* | 126e        |
| 84                                                   | Alexander Kristoff (NOR)    | 118e        |
| 85                                                   | Alberto Losada (ESP)        | 80e         |
| 86                                                   | Michael Mørkøv (DEN)        | 128e        |
| 87                                                   | Jurgen Van den Broeck (BEL) | 24e         |
| 88                                                   | Ángel Vicioso (ESP)         | 109e        |
| Directeurs sportifs : José Azevedo, Xavier Florencio |                             |             |

| Lotto-Soudal LTS                                  | Lotto-Soudal LTS        | Lotto-Soudal LTS |
| ------------------------------------------------- | ----------------------- | ---------------- |
| Num                                               | Coureur                 | Pos              |
| 91                                                | Tony Gallopin (FRA)     | 44e              |
| 92                                                | Kris Boeckmans (BEL)    | AB-5             |
| 93                                                | Bart De Clercq (BEL)    | 18e              |
| 94                                                | Thomas De Gendt (BEL)   | 96e              |
| 95                                                | Jens Debusschere (BEL)  | AB-7             |
| 96                                                | Gert Dockx (BEL)        | AB-7             |
| 97                                                | Tomasz Marczyński (POL) | NP-7             |
| 98                                                | Louis Vervaeke (BEL)    | AB-7             |
| Directeurs sportifs : Herman Frison, Marc Wauters |                         |                  |

| Cofidis COF                                         | Cofidis COF               | Cofidis COF |
| --------------------------------------------------- | ------------------------- | ----------- |
| Num                                                 | Coureur                   | Pos         |
| 101                                                 | Nacer Bouhanni (FRA)      | AB-5        |
| 102                                                 | Borut Božič (SLO)         | AB-6        |
| 103                                                 | Christophe Laporte (FRA)* | NP-5        |
| 104                                                 | Cyril Lemoine (FRA)       | 116e        |
| 105                                                 | Rudy Molard (FRA)         | 83e         |
| 106                                                 | Daniel Navarro (ESP)      | 11e         |
| 107                                                 | Geoffrey Soupe (FRA)      | HD-5        |
| 108                                                 | Kenneth Vanbilsen (BEL)   | AB-5        |
| Directeurs sportifs : Jean-Luc Jonrond, Didier Rous |                           |             |

| Dimension Data DDD                                            | Dimension Data DDD               | Dimension Data DDD |
| ------------------------------------------------------------- | -------------------------------- | ------------------ |
| Num                                                           | Coureur                          | Pos                |
| 111                                                           | Igor Antón (ESP)                 | AB-6               |
| 112                                                           | Edvald Boasson Hagen (NOR)       | 53e                |
| 113                                                           | Steve Cummings (GBR)             | 35e                |
| 114                                                           | Omar Fraile (ESP)                | AB-7               |
| 115                                                           | Nathan Haas (AUS)                | AB-6               |
| 116                                                           | Serge Pauwels (BEL)              | 47e                |
| 117                                                           | Youcef Reguigui (ALG)            | AB-7               |
| 118                                                           | Daniel Teklehaimanot (ERI) (Clm) | 87e                |
| Directeurs sportifs : Oliver Cookson, Jean-Pierre Heynderickx |                                  |                    |

| Trek-Segafredo TFS                               | Trek-Segafredo TFS       | Trek-Segafredo TFS |
| ------------------------------------------------ | ------------------------ | ------------------ |
| Num                                              | Coureur                  | Pos                |
| 121                                              | Ryder Hesjedal (CAN)     | 78e                |
| 122                                              | Fumiyuki Beppu (JPN)     | AB-6               |
| 123                                              | Julien Bernard (FRA)*    | 91e                |
| 124                                              | Niccolò Bonifazio (ITA)* | NP-5               |
| 125                                              | Markel Irizar (ESP)      | 121e               |
| 126                                              | Bauke Mollema (NED)      | AB-7               |
| 127                                              | Edward Theuns (BEL)*     | 127e               |
| 128                                              | Haimar Zubeldia (ESP)    | 42e                |
| Directeurs sportifs : Dirk Demol, Alain Gallopin |                          |                    |

| Movistar MOV                                              | Movistar MOV                   | Movistar MOV |
| --------------------------------------------------------- | ------------------------------ | ------------ |
| Num                                                       | Coureur                        | Pos          |
| 131                                                       | Daniel Moreno (ESP)            | 30e          |
| 132                                                       | Rubén Fernández Andújar (ESP)* | AB-5         |
| 133                                                       | Jesús Herrada (ESP)            | 36e          |
| 134                                                       | Nélson Oliveira (POR)          | 41e          |
| 135                                                       | Antonio Pedrero (ESP)*         | 81e          |
| 136                                                       | Dayer Quintana (COL)*          | 28e          |
| 137                                                       | Marc Soler (ESP)*              | 79e          |
| 138                                                       | Francisco Ventoso (ESP)        | 100e         |
| Directeurs sportifs : José Luis Arrieta, José Luis Laguía |                                |              |

| Direct Énergie DEN                                      | Direct Énergie DEN       | Direct Énergie DEN |
| ------------------------------------------------------- | ------------------------ | ------------------ |
| Num                                                     | Coureur                  | Pos                |
| 141                                                     | Thomas Voeckler (FRA)    | 58e                |
| 142                                                     | Lilian Calmejane (FRA)*  | AB-7               |
| 143                                                     | Antoine Duchesne (CAN)*  | 111e               |
| 144                                                     | Tony Hurel (FRA)         | AB-7               |
| 145                                                     | Fabrice Jeandesboz (FRA) | 62e                |
| 146                                                     | Bryan Nauleau (FRA)      | AB-7               |
| 147                                                     | Perrig Quéméneur (FRA)   | 63e                |
| 148                                                     | Romain Sicard (FRA)      | 34e                |
| Directeurs sportifs : Jimmy Engoulvent, Lylian Lebreton |                          |                    |

| Cannondale CPT                                        | Cannondale CPT            | Cannondale CPT |
| ----------------------------------------------------- | ------------------------- | -------------- |
| Num                                                   | Coureur                   | Pos            |
| 151                                                   | Pierre Rolland (FRA)      | 10e            |
| 152                                                   | Jack Bauer (NZL)          | 92e            |
| 153                                                   | André Cardoso (POR)       | 27e            |
| 154                                                   | Alex Howes (USA)          | 98e            |
| 155                                                   | Benjamin King (USA)       | 77e            |
| 156                                                   | Sebastian Langeveld (NED) | 132e           |
| 157                                                   | Tom-Jelte Slagter (NED)   | 66e            |
| 158                                                   | Dylan van Baarle (NED)*   | 107e           |
| Directeurs sportifs : Andreas Klier, Eric Van Lancker |                           |                |

| Lotto NL-Jumbo TLJ                               | Lotto NL-Jumbo TLJ        | Lotto NL-Jumbo TLJ |
| ------------------------------------------------ | ------------------------- | ------------------ |
| Num                                              | Coureur                   | Pos                |
| 161                                              | George Bennett (NZL)      | 14e                |
| 162                                              | Victor Campenaerts (BEL)* | 115e               |
| 163                                              | Moreno Hofland (NED)*     | 124e               |
| 164                                              | Martijn Keizer (NED)      | 120e               |
| 165                                              | Steven Lammertink (NED)*  | NP-3               |
| 166                                              | Mike Teunissen (NED)*     | 123e               |
| 167                                              | Dennis van Winden (NED)   | 134e               |
| 168                                              | Alexey Vermeulen (USA)*   | 82e                |
| Directeurs sportifs : Addy Engels, Merijn Zeeman |                           |                    |

| IAM                                               | IAM                               | IAM  |
| ------------------------------------------------- | --------------------------------- | ---- |
| Num                                               | Coureur                           | Pos  |
| 171                                               | Jérôme Coppel (FRA) (Clm)         | 37e  |
| 172                                               | Clément Chevrier (FRA)*           | 67e  |
| 173                                               | Stef Clement (NED)                | 15e  |
| 174                                               | Sondre Holst Enger (NOR)*         | 114e |
| 175                                               | Jonathan Fumeaux (SUI)            | 97e  |
| 176                                               | Oliver Naesen (BEL)               | 73e  |
| 177                                               | Aleksejs Saramotins (LAT) (Route) | AB-6 |
| 178                                               | Jonas Van Genechten (BEL)         | AB-2 |
| Directeurs sportifs : Lionel Marie, Eddy Seigneur |                                   |      |

| Wanty-Groupe Gobert WGG                                             | Wanty-Groupe Gobert WGG  | Wanty-Groupe Gobert WGG |
| ------------------------------------------------------------------- | ------------------------ | ----------------------- |
| Num                                                                 | Coureur                  | Pos                     |
| 181                                                                 | Enrico Gasparotto (ITA)  | NP-7                    |
| 182                                                                 | Frederik Backaert (BEL)  | 102e                    |
| 183                                                                 | Dimitri Claeys (BEL)     | 105e                    |
| 184                                                                 | Thomas Degand (BEL)      | AB-7                    |
| 185                                                                 | Guillaume Martin (FRA)*  | 29e                     |
| 186                                                                 | Marco Minnaard (NED)     | 101e                    |
| 187                                                                 | Björn Thurau (GER)       | NP-7                    |
| 188                                                                 | Frederik Veuchelen (BEL) | 103e                    |
| Directeurs sportifs : Sébastien Demarbaix, Hilaire Van der Schueren |                          |                         |

| Bora-Argon 18 BOA                                        | Bora-Argon 18 BOA               | Bora-Argon 18 BOA |
| -------------------------------------------------------- | ------------------------------- | ----------------- |
| Num                                                      | Coureur                         | Pos               |
| 191                                                      | Emanuel Buchmann (GER) (Route)* | 20e               |
| 192                                                      | Shane Archbold (NZL)            | 113e              |
| 193                                                      | Cesare Benedetti (ITA)          | 71e               |
| 194                                                      | Sam Bennett (IRL)               | 117e              |
| 195                                                      | Bartosz Huzarski (POL)          | AB-7              |
| 196                                                      | Patrick Konrad (AUT)*           | 59e               |
| 197                                                      | Dominik Nerz (GER)              | NP-6              |
| 198                                                      | Paul Voss (GER)                 | 56e               |
| Directeurs sportifs : Enrico Poitschke, Steffen Radochla |                                 |                   |

| Lampre-Merida LAM                                     | Lampre-Merida LAM               | Lampre-Merida LAM |
| ----------------------------------------------------- | ------------------------------- | ----------------- |
| Num                                                   | Coureur                         | Pos               |
| 201                                                   | Louis Meintjes (RSA)*           | 9e                |
| 202                                                   | Mattia Cattaneo (ITA)           | 129e              |
| 203                                                   | Valerio Conti (ITA)*            | 32e               |
| 204                                                   | Tsgabu Grmay (ETH) (Route/Clm)* | 48e               |
| 205                                                   | Ilia Koshevoy (BLR)*            | AB-5              |
| 206                                                   | Manuele Mori (ITA)              | 74e               |
| 207                                                   | Luka Pibernik (SLO) (Route)*    | 64e               |
| 208                                                   | Federico Zurlo (ITA)*           | 131e              |
| Directeurs sportifs : Philippe Mauduit, Marco Marzano |                                 |                   |

| Giant-Alpecin TGA                                     | Giant-Alpecin TGA        | Giant-Alpecin TGA |
| ----------------------------------------------------- | ------------------------ | ----------------- |
| Num                                                   | Coureur                  | Pos               |
| 211                                                   | John Degenkolb (GER)     | 112e              |
| 212                                                   | Roy Curvers (NED)        | 119e              |
| 213                                                   | Koen de Kort (NED)       | 95e               |
| 214                                                   | Chad Haga (USA)          | NP-5              |
| 215                                                   | Carter Jones (USA)       | 130e              |
| 216                                                   | Ramon Sinkeldam (NED)    | AB-7              |
| 217                                                   | Lars van der Haar (NED)* | 108e              |
| 218                                                   | Zico Waeytens (BEL)*     | 110e              |
| Directeurs sportifs : Arthur van Dongen, Aike Visbeek |                          |                   |